# Coptosia gianassoi
Coptosia gianassoi är en skalbaggsart som beskrevs av Gianfranco Sama 2007. Coptosia gianassoi ingår i släktet Coptosia och familjen långhorningar.
Artens utbredningsområde är Iran. Inga underarter finns listade i Catalogue of Life.